# لافردية
اللافردية هي منهج يستخدم في مجالات متنوعة من التفكير والفلسفة. وتشترك هذه المجالات في وجهة النظر القائلة بأن ما يبدو داخليًا للفرد يعتمد إلى حدٍ ما على البيئة الاجتماعية. وبالتالي، يمكن التعامل مع معرفة الذات والنوايا والاستدلال والقيمة الأخلاقية على أن محدداتها هي عوامل خارج الفرد.
حظيت وجهة النظر هذه بدعم سانفورد جولدبيرغ، ومفكرين آخرين، مثل هيغل وهيلاري بوتنام وتايلر بورج.